# William Grimsey
William Grimsey (14 de diciembre de 1996) es un deportista de Reino Unido que compite en atletismo. Ganó una medalla de plata en el Campeonato Europeo de Atletismo por Equipos de 2021, en la prueba de salto de altura.